# 法西赫·布哈里
法西赫·布哈里（1942年3月8日—2020年11月24日），巴基斯坦政治人物，曾任海军参谋长。

## 生平
布哈里来自一个由波斯血统的家族。除了乌尔都语外，会说流利的英语和法语。1959年被送入英国达特茅斯不列颠尼亚皇家海军学院学习。1962年返回巴基斯坦后进入潜艇部队服役，曾参加多次印巴战争。1973年至1975年间在法国軍事學校学习。1985年后，历任巴基斯坦海军作战部部长、海军参谋长助理、副参谋长等职。1997年初晋升四星上将，担任海军参谋长。1999年10月辞职。
2007年至2010年，担任巴基斯坦退伍军人协会主席。2011年至2013年，担任负责反腐败的国家问责局局长。2020年11月24日因癌症逝世。